# 7,62 × 38 mm Nagant
Die Patrone 7,62 × 38 mm Nagant war eine Revolvermunition, die bereits 1890 für den Nagant-Revolver entwickelt wurde.

## Konstruktion
Die 7,62 Nagant war in ihrer Form einzigartig, denn der belgische Konstrukteur Léon Nagant entwarf sie speziell für den Einsatz in einem gasdichten Revolver. Als Basis diente ihm die Patrone 8 × 41 mm R. Zu diesem Zweck kombinierte er den Abzug mit einem Mechanismus, der die Trommel vor der Schussabgabe an den Laufansatz presste. Das Geschoss ragte nicht aus der Patrone heraus, sondern wurde völlig von der Hülse umschlossen. Der Patronenrand war leicht nach innen gebördelt; brach der Schuss, wurde der Rand nach außen gewölbt und versiegelte somit den Trommelspalt zusätzlich (Liderung). Damit war es sinnvoll, die Waffe mit einem Schalldämpfer auszurüsten, was mit konventionellen Revolvern wegen deren Trommelspalt nicht zum erwünschten Effekt führt. Der Gasdruck wurde durch die Technik etwas erhöht, die Geschossenergie blieb gleichwohl gering. Die Patrone war im Gegensatz zu anderer Revolvermunition konisch, denn der Nagant hatte keine leicht zugängliche Trommel.

## Einsatz
Die Patrone wurde zusammen mit dem Nagant-Revolver in Staaten wie Belgien, Schweden und Polen eingeführt. Besondere Verbreitung fanden Waffe und Munition jedoch in Russland, wo sie 1895 Ordonnanz wurden. Nach der Oktoberrevolution übernahm sie auch die Rote Armee in ihre Ausrüstung, wo sie bis zum Ende des Zweiten Weltkrieges verblieb. Erst danach standen moderne Pistolen in ausreichenden Stückzahlen zur Verfügung. Trotzdem blieb die Waffe und ihre Munition bis Anfang der 1980er-Jahre bei Wach- und Werkschutzeinheiten der UdSSR im Dienst.